# 치브카물쥐
치브카물쥐(Chibchanomys trichotis)는 비단털쥐과 목화쥐아과에 속하는 설치류이다. 콜롬비아와 페루 베네수엘라의 안데스산맥 고원 지대에서 발견된다. 자연 서식지는 해발 2500~2700m의 열대 운무림과 물 근처 지역이다. 달팽이를 먹고 작은 물고기도 먹는 것으로 추정된다.